# Luciano Lanati
Luciano Lanati (Alassio, 26 dicembre 1937 – Alassio, 26 giugno 2019) è stato un pittore italiano.

## Biografia
Nasce ad Alassio il 26 dicembre 1937. Studia Architettura al politecnico di Milano e Psicologia presso la Facoltà di Lettere e Scienze di Parigi. Dopo aver conseguito una laurea in Psicologia Sociale e in Psicologia Sperimentale, entra come assistente presso il CNRS. Prosegue per due anni gli studi presso la facoltà di Etnologia. Fino al 1981 resterà a Parigi dove si dedicherà alla pittura, all’illustrazione e al design. Ha vissuto e lavorato ad Alassio dal 1983 al 2019. È fratello dell'architetto Carlo Lanati.

## Attività
Inizia a dipingere come autodidatta nel 1964. Nel 1967, con il gruppo Automat (Marcos, Bertholo, Gamarra, Vanarsky) partecipa alla Biennale di Parigi, presentando un’opera cinetica di 2m x 2m, “derrière le buisson”, un viso femminile seminascosto da un cespuglio di foglie in legno ritagliato che si muovono come spinte dal vento e dalle pupille bucate viene proiettato un film ecologico. Il gruppo, le cui ricerche vertono essenzialmente sui rapporti cinetica-figurazione e sulla utilizzazione artistica di nuovi materiali, è invitato di nuovo nel 1969 ma non vi partecipa per contestazione.
Nel 1968, una serie di grandi volti in rilievo vengono esposti presso la galleria Zunini di Parigi ma la mostra non resta aperta al pubblico che per poche ore a causa dei primi disordini del maggio francese che iniziarono proprio qualche centinaio di metri più in là. Nel 1970, realizza, nel padiglione francese dell’Esposizione Universale di Osaka, un’opera di figurazione cinetica di 18m x 3 x 3 costituita da due ritratti in bassorilievo di legno policromo. Colpito dalla freschezza e dal rigore dell’arte giapponese e dai metodi d’insegnamento nipponici decide, al rientro a Parigi, di interrompere la produzione artistica e di ricominciare il tirocinio autodidattico di disegno e pittura “a memoria”. Sono di questo periodo i Notturni d’Estate, dall'artista così descritti: "una serie di disegni suggeriti dalle visioni quasi oniriche create dai fari di un autista notturno in paesaggi di strade normanne". 
Tra il 1970 e il 1975, si dedica ad altre attività. Come direttore artistico, concepisce e realizza illustrazioni, spettacoli e programmi audiovisivi pubblicitari: Costil, LaserGrafic, Melena Rubistein, Arnel, Baumgartne papier, Cartier. Apre uno studio di ricerca e di creazione, ikkapou, con l’architetto Jory Fedele. Nel 1971 partecipa all’esposizione il "design francese al Louvre” su invito del Centro di Creazione Industriale con due programmi audiovisivi “Realtà urbane” e “Realtà dei trasporti” in cui fa un’analisi della situazione urbanistica e uno studio critico dei mezzi di comunicazione della regione parigina. 
Concepisce diversi film didattici destinati all’insegnamento delle lingue basati sulla grammatica generativa e li realizza, in collaborazione con Bernard Szajner tramite l'utilizzo di un proprio originale sistema di animazione. Edizioni Hachette. Crea una serie di illustrazioni per “la littérature française par l’audiovisuel” destinata agli Stati Uniti. Edition Candelmont. Illustra per il gruppo inglese Bachdenkel da poco trasferito a Parigi le copertine per gli album: Lemmings e Stalingrad.
Nel 1974, su incarico del Ministero degli Interni francese, concepisce e realizza con maitre C. Viasnoff un disegno animato di formazione destinato alle municipalità medio piccole in cui sono illustrati e definiti i metodi per l’elaborazione e la redazione dei piani regolatori. Concepisce e realizza un’esposizione d’urbanismo per presentare al pubblico Evry Ville Nouvelle e Saint-Quentin-en-Yvelines Ville Villane. Dal 1975, si dedica completamente alla pittura e al disegno. È del 1976-77 la serie dell’Homo Polluens, esposta alla galerie Maitre Albert di Parigi. Nel 1978, espone una serie di disegni e Vernissages, presso il critico e storico dell’arte Philippe Junod a Losanna. Nel 1981, si trasferisce in Italia dove si dedicherà quasi esclusivamente alla pittura ad olio approfondendo gli studi sulla figura umana e sul controverso rapporto uomo natura.
Su incarico del Comune di Alassio, si occupa del restauro delle opere di Richard Whateley West. Nel 1992, realizza due tavole per la cappella dell’Ospedale Bassini di Milano raffiguranti San Francesco. Nel 1996, partecipa al progetto di Renzo Melotti “Arte e Scienza in Pediatria” e nel 2001, “Arte e Scienza in Ospedale”. Collabora con l’incisore Giovanni Berio (Ligustro) alla stesura del libro d’arte Le Cascate, presentato al "Salon du livre de bibliophilie et de l'estampe contemporaine” di Parigi.

## Esposizioni
- 1965     CNAM, Alassio; Galleria S. Andrea, Savona; “la garderobe”, Atelier Antonio Segui, Parigi; Galleria ArteBorgoPo, Torino.
- 1967      Galleria Zunini, Parigi; Galleria St Luc, Parigi; “l’autoprrtrait”, T Gallery, Haarlem, Olanda; Biennale di Parigi, Museo d’Arte Moderna, sezione francese.
- 1968      “Grands et Jeunes d’aujourd’hui”, Museo d’Arte Moderna, Parigi; “Art Psychédélique”, Centro Culturale di Orsay; “Confrontation 68”, Marché Expérimental de l’Art, Parigi; Musée d’Art et d’Industrie, St Etienne; Galleria Zunini, Parigi.
- 1969       Reinvitato alla Biennale di Parigi; T gallery, Haarlem, Olanda; Musée d’Art et d’Industrie, St Etienne.
- 1970       Musée d’Art et d’Industrie, St Etienne; Esposizione Universale di Osaka, padiglione francese.
- 1971       “Design français au Louvre” su invito del Centre de Création Industrielle, Parigi
- 1973       Galleria l’Oeil de Boeuf, Parigi.
- 1974       Esposizione di urbanistica per presentare al pubblico “Evry Ville Nouvelle”.
- 1976       Galleria Pousse-Cailloux, litografie, Parigi; Le jouet, galleria Galea, Caen; “Grands et Jeunes d’Aujourd’hui”, Grand Palais, Parigi.
- 1977      “Novembre à Vitry”, Vitry; “Grands et Jeunes d’Aujourd’hui”, Grand Palais, Parigi; “Homo Polluens”, galleria Maître Albert, Parigi.
- 1978     “L’Estampe aujourd’hui”, Bibliothèque Nationale, Parigi; “Vernissages”, esposizione di disegni presso il critico e storico dell’arte P. Junod, Losanna; “Grands et jeunes d’aujourd’hui” Grand Palais, Parigi
- 1979    “Petits formats des grands et jeunes maitres”, Hotel Drouot, Parigi; “Grands et jeunes d’aujourd’hui”, Grand Palais, Parigi; “Figuration critique”, Musée du Luxembourg, Parigi; “Peindre et le réel”, Musée de Chartes, Chartres; “Expo Cuba”, Unesco, Parigi; “La boite des peintres”, Centre Culturel Comunal de Malakoff; Couvent des Urbaniste, Fougère; Salle St André, ville de Chateaudun; “Sensibilités plastiques d’aujourd’hui“, Hotel de Ville, Parigi.
- 1980       Musée St Croix, Poitiers.
- 1994      “Picture & Co”, palazzo Siccardi, Albenga.
- 1996      “Arte e Scienza in Pediatria“, Ferrara.
- 2001      “Arte e Scienza in Ospedale”, Ospedale S. Anna, Ferrara; Estampages, Salons du livre de bibliophilie et de l'estampe contemporaine, Parigi.
- 2008      “mes femmes”, casa delle culture, Cosenza; “Le curve del sentiero”, palazzo della Provincia, Cosenza.

## Riconoscimenti
- 1978      Membro Honoris Causa dall’Accademie Européenne des Beaux Arts, Bruxelles.
- 1979      Diploma di sociétaire da Bilan de l’Art Contemporain.